# Baubigny (Côte-d’Or)
Baubigny település Franciaországban, Côte-d’Or megyében. Lakosainak száma 208 fő (2022. január 1.). Baubigny La Rochepot, Saint-Romain, Santosse, Auxey-Duresses, Cormot-Vauchignon és Val-Mont községekkel határos.

## Népesség
A település népességének változása:
| Lakosok száma | 198  | 202  | 221  | 266  | 211  | 204  | 202  | 207  | 209  | 208  |
|               | 1968 | 1982 | 1990 | 2006 | 2013 | 2015 | 2017 | 2019 | 2020 | 2022 |